# 마우리시오 이슬라스
마우리시오 이슬라스(Mauricio Islas, 1973년 8월 16일 ~ )는 멕시코의 배우이다.